# Gustave Moynier

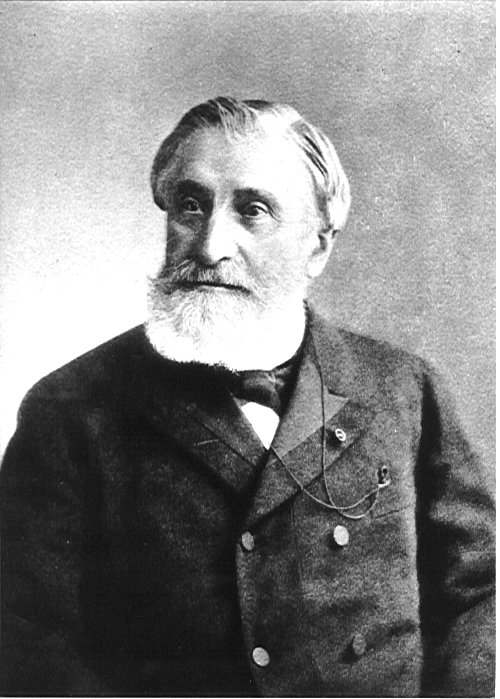
Imagem de Gustave Miynier.

Louis Gabriel Gustave Moynier (Genebra, 21 de setembro de 1826 — Genebra, 21 de agosto de 1910) foi um jurista e humanista suíço.
Entre 1864 e 1910 foi o presidente do Comitê Internacional da Cruz Vermelha que ele fundou com Henry Dunant, o  general Dufour e os doutores Louis Appia e Théodore Maunoir.
Em 1873, funda com Gustave Rolin-Jaequemyns o Instituto de Direito Internacional.

## Estudos e vida profissional
- 1848 - é bacharelado, e entra em frança e continua os estudos na Sorbonne onde se interessa pelo direito. Defende tese com imenso sucesso e começa uma formação de jurista. Descobre que a filantropia é a sua paixão e termina a sua formação de jurista.
- Dezembro 1862 - encontra Henry Dunant de quem tinha lido "Un souvenir de Solferino" - Uma lembrança de Solferino.
- 1864 - é nomeado embaixador da Suíça com o general Dufour e o doutor Lehmann
- 1884 - é nomeado presidente da Conferência Internacional da Crux Vermelha em Genebra
- 1892 - é nomeado presidente do Instituto de Direito Internacional
- 1898 - renuncia à presidência activa do Comitê Internacional da Cruz Vermelha [1].

## Encontro com Dunant
Este encontro está na base da criação da Cruz Vermelha. Depois da leitura de "Uma lembrança de Solferino", mesmo que pouco interessado pelas questões de guerra, Moynier é imediatamente fascinado pelas ideias de Dunant e bom organizador, prevê tudo e todo planifica, o que assunta um pouco Dunant que não quer ver a  sua ideia passar par as mãos de Moynier, e então ele propõe  que exponham a ideia à Sociedade de Utilidade Pública que Dunant tinha integrado pouco tempo em antes .
A proposta é ao princípio recusada por falta de meios, mas Louis Appia e Théodore Maunoir aprovam-na e devido à respeitabilidade e reputação deles, é finalmente aceite. Foi a 9 de fevereiro de 1863 que se formou o  O Comitê dos Cinco, dos cinco fundadores da Cruz Vermelha: Henri Dunant, o homem na base do projecto, Gustave Moynier, o que apresentou o projecto, os doutores Louis Appia e Théodore Maunoir, que acreditaram e apoiaram o projecto, e o  general Dufour, figura emblemática para o grupo pelos conhecimentos no domínio militar. 

## Henri Dunant e Gustave Moynier
Embora compartilhem uma causa comum, a história opôs muitas vezes  Dunant e  Moynier. Aliados no princípio, os dois homens foram rapidamente confrontados sobre a orientação geral a dar à sua acção humanitária e, posteriormente, rivalizaram para obter diferentes marcas de reconhecimento. Motivado pelo seu pragmatismo e com vontade de dar estruturas sólidas à instituição, Moynier participa à anulação do idealista Dunant, após dificuldades financeiras que encontra, e impede que ele pudesse voltar para a direcção dos negócios, a ponto de comprometer a sua subsistência próprios. 

Esse conflito vai durar a vida inteira e não encontrar qualquer forma de reconciliação. Na verdade, ele manteve uma imagem bastante negativa do Moynier, que passa por um perseguidor de Dunant, erguido em figura de mártir, mas não impede o importante papel de presidente por mais de 40 anos do CICV que foi Moynier.. Curiosamente ambos morrem no mesmo ano, 1910.